# Acupresión

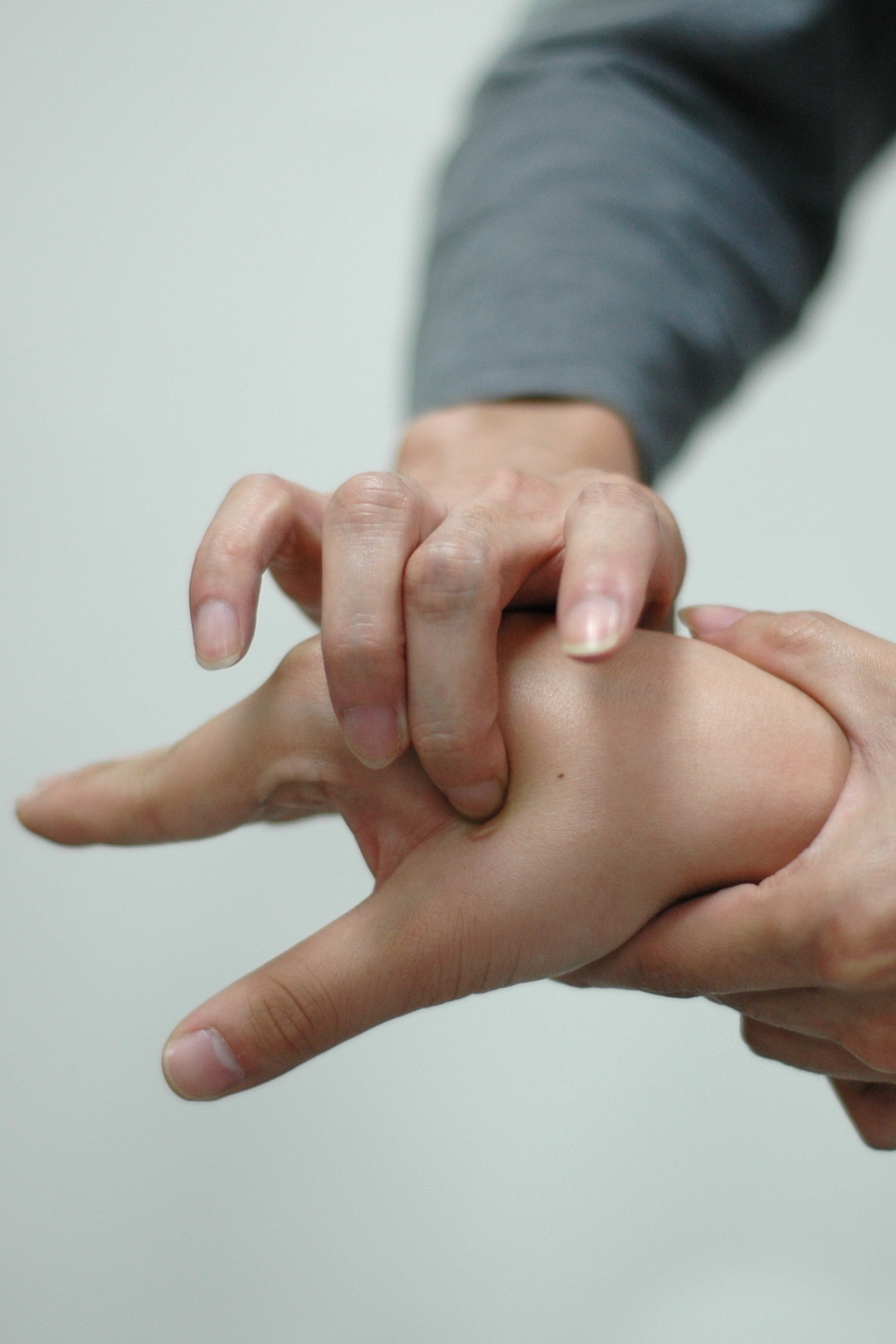
Punto de acupresión HéGŭ L.I. 4, conocido también como 合谷

 La acupresión es una técnica de la medicina alternativa china que consiste en hacer presión en determinados puntos del cuerpo, utilizando los dedos u otros dispositivos. Es parecida a la acupuntura y la digitopuntura, y no existe evidencia confiable a favor de su efectividad.
Se basa en el concepto de energía vital que fluye a través de "meridianos" en el cuerpo. En el tratamiento, se aplica presión física a los puntos de acupuntura o puntos gatillo ashi, con el objetivo de despejar supuestos bloqueos.

## Contexto
Los puntos de acupuntura pueden o no estar en la misma área del cuerpo que el síntoma objectivo. La teoría de la medicina china para la selección de tales puntos y su efectividad es que funcionan estimulando el sistema de meridianos para producir alivio al reequilibrar el yin, el yang y el qì (también deletreado "chi").
Muchas artes marciales de Asia oriental también estudian y utilizan la acupresión con fines de autodefensa y salud (chin na, tui na). Se dice que los puntos o combinaciones de puntos se utilizan para manipular o incapacitar a un oponente. Además, los artistas marciales masajean regularmente sus propios puntos de acupresión en rutinas para eliminar presuntos bloqueos de sus propios meridianos, alegando así mejorar su circulación y flexibilidad y manteniendo los puntos "suaves" o menos vulnerables a un ataque.

## Efectividad
Una revisión sistemática de 2011 sobre la eficacia de la acupresión para tratar síntomas encontró que 35 de 43 ensayos controlados aleatorios habían concluido que la acupresión era eficaz para tratar ciertos síntomas. Sin embargo, la naturaleza de estos 43 estudios "indica una probabilidad significativa de sesgo". Los autores de esta revisión sistemática concluyeron que tal "revisión de ensayos clínicos de la última década no presentó un argumento riguroso a favor de la eficacia de la acupresión para el manejo de los síntomas. Se necesitan estudios controlados aleatorios bien diseñados para determinar la utilidad y eficacia de la acupresión para manejar una variedad de síntomas en una serie de poblaciones de pacientes".
Una revisión por Cochrane en 2011 de cuatro ensayos usando acupuntura y nueve estudios usando acupresión para controlar el dolor en el parto concluyó que "la acupuntura o la acupresión pueden ayudar a aliviar el dolor durante el trabajo de parto, pero se necesitan más investigaciones". Otra revisión de la Colaboración Cochrane encontró que el masaje brindaba algún beneficio a largo plazo para el dolor lumbar y afirmó: "Parece que las técnicas de masaje de acupresión o de puntos de presión brindan más alivio que el masaje clásico (sueco), aunque se necesitan más investigaciones para confirmarlo".

## Dispositivos de acupresión

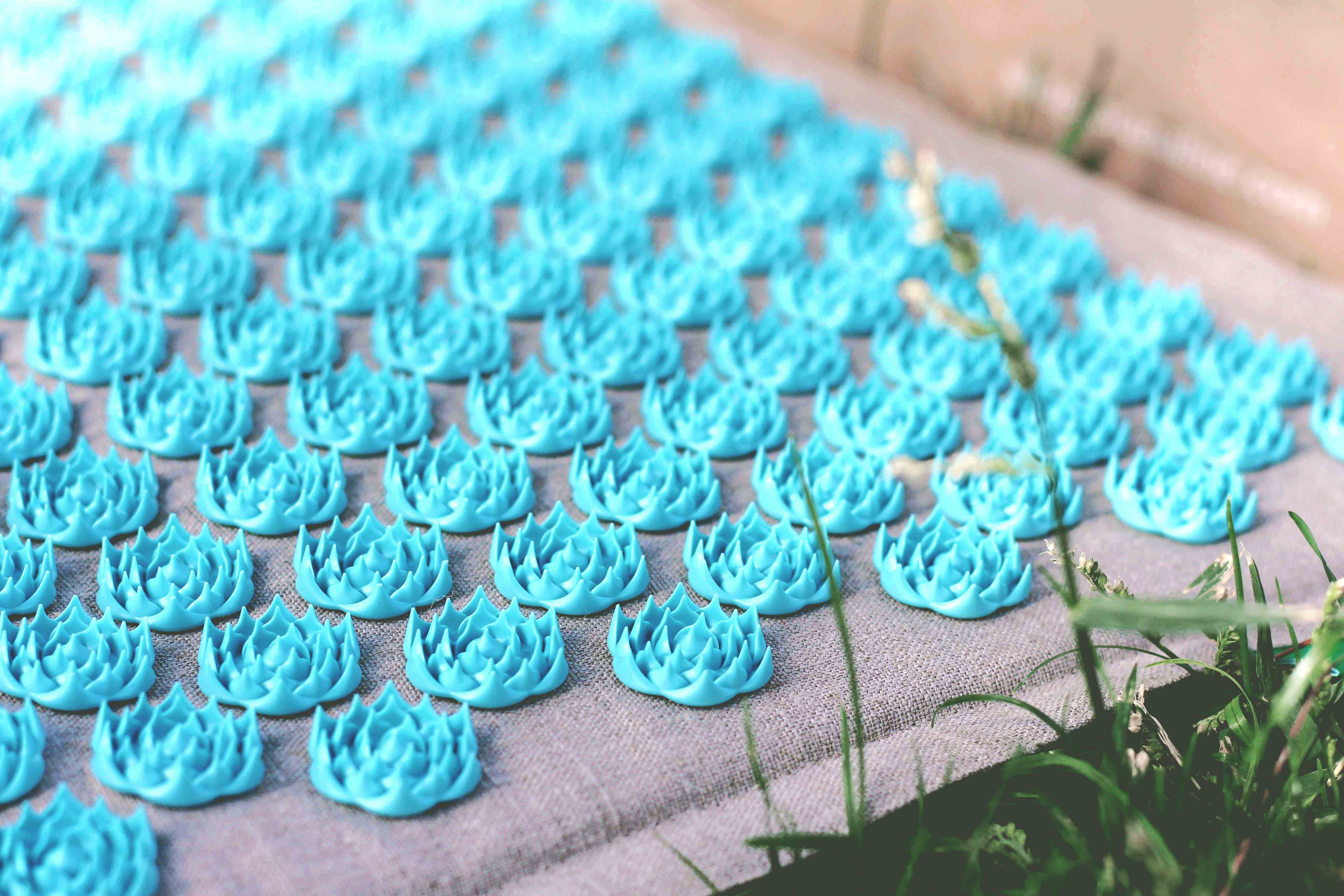
Esterilla de acupresión

La esterilla de acupresión está compuesta por una base de colchón con múltiples elementos masajeadores puntiagudos. El masaje con la esterilla de acupresión se efectúa al tumbarse encima, ejerciendo una presión contra los las puntas de los elementos masajeadores. Se utiliza buscando aliviar los dolores, mejorar la microcirculación en la piel, mejorar la calidad del sueño o aumentar el rendimiento deportivo.  
El anillo de acupresión sirve para el masaje en los dedos de las manos y de los pies. Se cree mejorar la circulación de la sangre, estimulando de los meridianos por sus terminaciones en los dedos.
Las bolas de acupresión se utilizan para un masaje localizado. Sus picos estimulan los puntos de acupresión y la circulación sanguínea y se piensa que alivian tensiones.